# Eberhard Fechner
Eberhard Fechner (Legnica, 21 ottobre 1926 – Amburgo, 7 agosto 1992) è stato un attore, regista e sceneggiatore tedesco.

## Biografia
Dopo un breve apprendistato all'UFA, nel dopoguerra studiò alla scuola di recitazione del Deutsches Theater, e fece il suo esordio teatrale nel 1947. Dopo svariati ruoli cinematografici, teatrali e televisivi, nel 1966 debuttò alla regia con Selbstbedienung, prodotto dalla Norddeutscher Rundfunk.  A partire da  Nachrede auf Klara Heydebreck (1969), vincitore di un Premio Adolf Grimme e di una Golden Camera, si specializzò in un genere a metà tra il documentario e il film di finzione, dove eventi storici venivano fedelmente ricostruiti e messi in scena con l'ausilio di attori.